# Otakar Vejvoda
Otakar Vejvoda (né le 18 juin 1972 à Kladno en Tchécoslovaquie) est un joueur professionnel tchèque de hockey sur glace qui évoluait au poste d'attaquant.

## Carrière
Vejvoda passe cinq saisons avec le HC Kladno de 1990 à 1996. En 1996, il remporte la médaille d'or du championnat du monde et est nommé dans l'équipe d'étoiles. À l'issue, il rejoint l'Elitserien où il joue deux saisons avec l'AIK IF.

## Statistiques
Pour les significations des abréviations, voir Statistiques du hockey sur glace.

### En club
| Saison    | Équipe            | Ligue       |    | Saison régulière | Saison régulière | Saison régulière | Saison régulière | Saison régulière |   | Séries éliminatoires | Séries éliminatoires | Séries éliminatoires | Séries éliminatoires | Séries éliminatoires |
| Saison    | Équipe            | Ligue       | PJ | B                | A                | Pts              | Pun              | PJ               | B | A                    | Pts                  | Pun                  |                      |                      |
| 1990-1991 | Poldi SONP Kladno | 1.liga tch. | 35 | 2                | 3                | 5                | 6                |                  |   |                      |                      |                      |                      |                      |
| 1992-1993 | Poldi SONP Kladno | Extraliga   | 44 | 10               | 16               | 26               | 0                |                  |   |                      |                      |                      |                      |                      |
| 1993-1994 | Poldi SONP Kladno | Extraliga   | 50 | 18               | 33               | 51               | 0                |                  |   |                      |                      |                      |                      |                      |
| 1994-1995 | Poldi SONP Kladno | Extraliga   | 47 | 26               | 36               | 62               | 0                |                  |   |                      |                      |                      |                      |                      |
| 1995-1996 | HC Poldi Kladno   | Extraliga   | 40 | 22               | 24               | 46               | 26               | 8                | 2 | 0                    | 2                    | 25                   |                      |                      |
| 1996-1997 | AIK IF            | Elitserien  | 46 | 11               | 10               | 21               | 53               | 6                | 1 | 2                    | 3                    | 2                    |                      |                      |
| 1997-1998 | AIK IF            | Elitserien  | 4  | 0                | 0                | 0                | 0                |                  |   |                      |                      |                      |                      |                      |

### En équipe nationale
| Année | Équipe   | Compétition          |   | PJ | B | A | Pts | Pun                     |  | Résultats |
| 1995  | Tchéquie | Championnat du monde | 8 | 2  | 1 | 3 | 6   | Quatrièmes              |  |           |
| 1996  | Tchéquie | Coupe du monde       | 2 | 0  | 0 | 0 | 2   | Élimination au 1er tour |  |           |
| 1996  | Tchéquie | Championnat du monde | 8 | 4  | 3 | 7 | 4   | Médaille d'or           |  |           |